# Hudson Valley
La Hudson Valley, anche nota come Hudson River Valley, è una valle situata nello stato di New York, Stati Uniti d'America, che comprende la valle in cui scorre il fiume Hudson e le comunità adiacenti. La regione si estende dal distretto della capitale che, partendo da Albany e Troy, giunge a sud fino a Yonkers, nella contea di Westchester, al confine con la città di New York.

## Storia

### Era precolombiana
La valle dell'Hudson era occupata, lungo le sponde del fiume Hudson, da popoli Lenape, Wappinger e Mohicani che discendevano dagli Algonquin molto prima dell'arrivo degli europei. Tali popolazioni risiedevano in piccoli clan e villaggi e vivevano in pace con gli altri gruppi. Il fiume Hudson inferiore era abitato dai Lenape, che entreranno in contatto con l'esploratore Giovanni da Verrazzano, commerciavano con Henry Hudson e, nel 1626, venderanno l'isola di Manhattan a Peter Stuyvesant. I Wappinger vivevano in un'area più a nord che si estendeva dall'isola di Manhattan fino a Poughkeepsie, e seguivano uno stile di vita simile ai Lenape. I Wappinger commerciavano sia con i Lenape, che con i Mohicani. Questi ultimi vivevano invece in un territorio che occupava la valle settentrionale dall'attuale Kingston e il lago Champlain. La loro capitale era situata vicino all'odierna Albany. Una delle principali fortezze del luogo era Navish, che si trovava a Croton Point, e si affacciava sul fiume Hudson. Nelle località delle Hudson Highlands vi erano altre fortezze.

### Esplorazione del fiume Hudson
Nel 1497, Giovanni Caboto navigò lungo le coste del Nord America, rivendicò il nuovo continente a nome dell'Inghilterra, e proseguì l'opera di Cristoforo Colombo. Tra allora e il 1609 circa, le esplorazioni europee proseguirono lungo la baia di New York, ma non nella Hudson Valley. Nel 1609, la Compagnia Olandese delle Indie Orientali finanziò il navigatore inglese Henry Hudson nel tentativo di rintracciare la posizione del passaggio a nord-ovest. Durante il viaggio, Hudson decise di percorrere il fiume che in seguito avrebbe preso il suo nome. Durante il viaggio, egli si ritrovò nella baia di Haverstraw, e si convinse erroneamente di aver raggiunto il passaggio a nord-ovest. Hudson attraccò la sua nave sulla costa occidentale della baia di Haverstraw, e decise di fondare il primo insediamento olandese del territorio. Procedette il suo viaggio fino all'attuale Troy prima di accorgersi che lì non esisteva lo stretto che sperava di raggiungere.

### Colonizzazione
Quando Henry Hudson si rese conto che il fiume Hudson non era il passaggio a nord-ovest, gli olandesi iniziarono a esaminare la regione al fine di avviare delle tratte commerciali. L'esploratore e mercante olandese Adriaen Block vi condusse viaggi tra il 1611 e il 1614 che portarono gli olandesi a iniziare un commercio di pellicce nella regione. Ciò spinse gli olandesi a fondare la colonia dei Nuovi Paesi Bassi. Gli europei gettarono le basi di tre importanti avamposti per il commercio di pellicce nella colonia, lungo il fiume: Nuova Amsterdam, che era quello più a sud, Wiltwyck e Fort Orange, che si trovava più a nord dei precedenti (ciascuna di queste città verrà rinominata rispettivamente New York, Kingston, e Albany). Nel 1664, gli inglesi invasero i Nuovi Paesi Bassi dopo essere giunti presso il porto di Nuova Amsterdam. La Nuova Olanda venne ceduta agli inglesi e Nuova Amsterdam ribattezzata New York.
Sotto il dominio coloniale britannico, la Hudson Valley divenne un centro agricolo in cui sorgevano diversi manieri collocati sulla sponda a est del fiume. Coloro che li prendevano in affitto potevano appropriarsi di una parte del raccolto. Gli inquilini ricevevano dei salari a livello di sussistenza affinché i proprietari di quelle fortificazioni potessero ridurre al minimo i costi. Nello stesso periodo, il territorio a ovest del fiume Hudson vedeva nascere numerose proprietà terriere di più piccole dimensioni che vivevano dei frutti della terra. Una delle risorse principali della regione era il grano, che veniva in gran parte spedito tramite il fiume a New York, il principale porto marittimo della colonia. Successivamente, il grano veniva spedito in Gran Bretagna. I mercanti ottennero dei monopoli grazie ai quali potevano macinare il frumento e spedirlo così sotto forma di farina all'infuori del Nord America. La produzione del grano attecchì sensibilmente anche nella valle del fiume Mohawk.

### Guerra d'indipendenza americana

Mappa della campagna di New York e del New Jersey

L'Hudson si rivelò un fiume di considerevole importanza strategica durante la guerra d'indipendenza americana (1775-1783). Il punto di collegamento fra l'Hudson e il fiume Mohawk permetteva ai viaggiatori di raggiungere i Grandi Laghi e il fiume Mississippi. Inoltre, la vicinanza del fiume ai laghi George e Champlain avrebbe consentito alla marina britannica di controllare le acque da Montreal a New York. Gli inglesi, che erano sotto la guida del generale John Burgoyne, tentarono di dividere le colonie della Nuova Inghilterra (che si trova sul lato orientale del fiume Hudson) dagli altri territori occupati dai patrioti, e ottenere sostegni militari dai lealisti nelle regioni del sud e quelle medio-atlantiche. Gli inglesi adottarono questa strategia perché sapevano che sarebbe stato impossibile occupare tutte le colonie. Durante la guerra furono combattute numerose battaglie lungo la valle dell'Hudson.

### Rivoluzione industriale

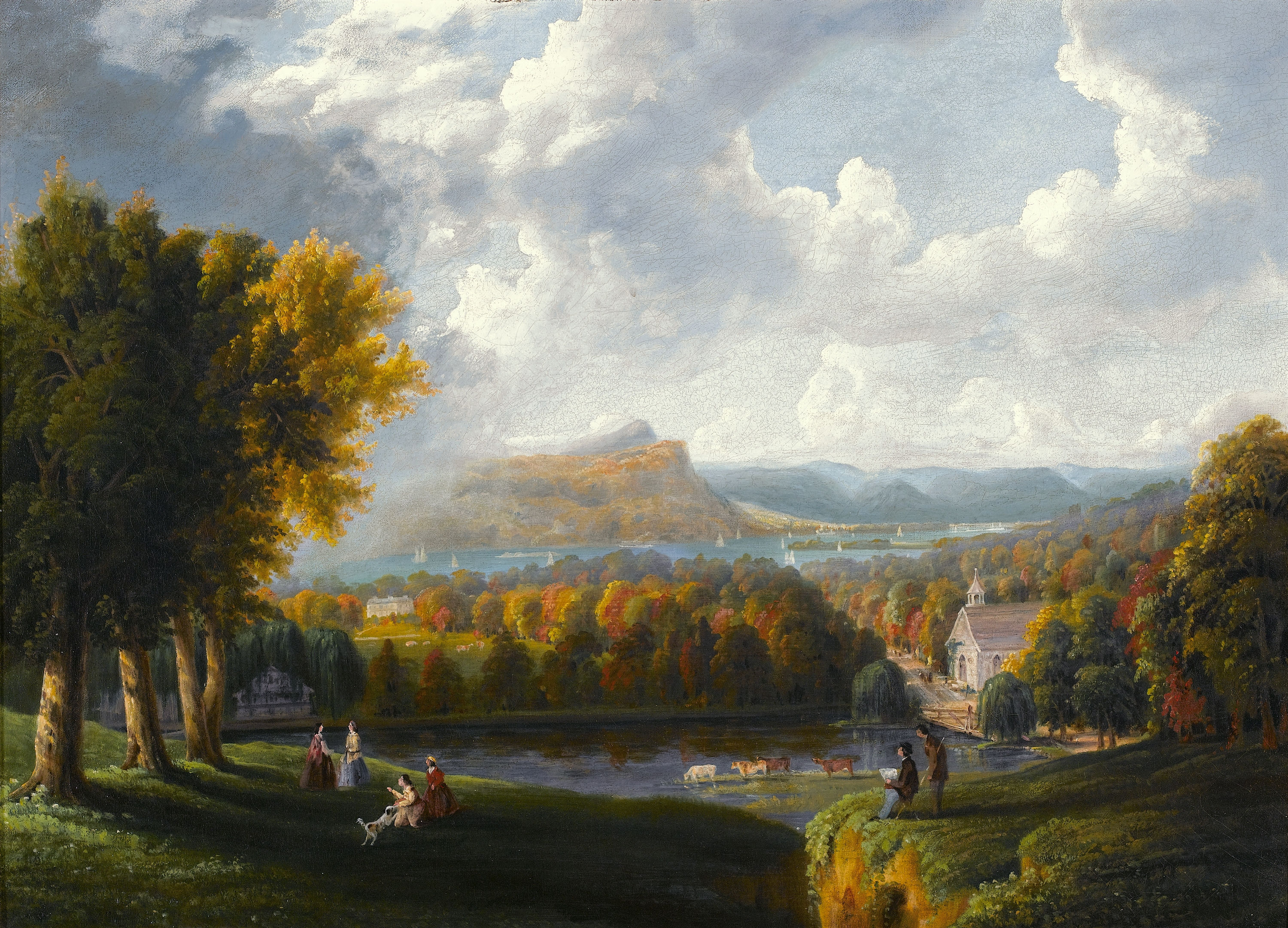
View of the Hudson River from Tarrytown (ca. 1866) di Robert Havell

All'inizio del XIX secolo, grazie a racconti di Washington Irving come La leggenda di Sleepy Hollow (1820), la Hudson Valley si guadagnò la reputazione di regione dai connotati gotici ove permangono i resti delle passate battaglie coloniali olandesi. All'epoca, in quel territorio, operava la Hudson River School, un gruppo di pittori romantici americani che operò fra gli anni trenta e settanta del secolo.
Quando il canale Erie fu terminato nel 1825, la zona divenne un importante centro industriale. Il canale inaugurò delle rotte commerciali che collegavano la Hudson Valley e New York alle regioni del Midwest e dei Grandi Laghi. Tuttavia, a metà del XX secolo, molte delle città industriali attraversarono un periodo di crisi.
La prima ferrovia di New York, la Mohawk and Hudson Railroad, fu aperta nel 1831, connetteva Albany e Schenectady, e aggirava il canale Erie riducendo il tempo di viaggio a meno di un'ora di durata. Lungo la valle dell'Hudson vennero inaugurate svariate ferrovie che, con l'arrivo delle moderne tecnologie, permettevano ai treni di attraversare i fiumi grazie a dei ponti sufficientemente stabili. Le basi della Troy and Greenbush Railroad vennero gettate nel 1845; la ferrovia venne aperta nello stesso anno. Essa percorreva una breve distanza sul lato est tra Troy e Greenbush oggi conosciuto come East Greenbush, che si trova a est di Albany. Invece, l'Hudson River Railroad, i cui lavori proseguirono dal 1846 al 1851, nacque per congiungere la Troy and Greenbush a New York. Nel 1866 venne anche inaugurato l'Hudson River Bridge doveva collegare la New York Central Railroad, alla Hudson River Railroad, Troy and Greenbush Railroad and Boston, e alla Albany Railroad sul lato est (Rensselaer). Il Poughkeepsie Bridge fu aperto nel 1889 ed era il ponte a campata singola più lungo del mondo.
La New York, West Shore and Buffalo Railway partiva dal Weehawken Terminal e percorreva la sponda occidentale dell'Hudson. La costruzione della linea ferroviaria venne terminata nel 1884. Nel 1885, la linea di treni venne acquisita dalla New York Central. Quest'ultima, che era precedentemente una rivale della West Shore Railway, percorreva l'altra parte del fiume, e acquisì anche la Hudson River Railroad.
Durante la rivoluzione industriale, il fiume Hudson divenne un'importante area industriale. Il fiume permetteva di trasferire comodamente le merci dalle aree interne a nord-est della valle fino alla costa a sud e viceversa. Città come Poughkeepsie, Newburgh, Kingston e Hudson contavano all'epoca centinaia di fabbriche. Una di queste era la North Tarrytown Assembly, che era situata accanto al fiume Hudson di Sleepy Hollow, e verrà assorbita dalla General Motors. Dal momento che il fiume si collegava al Canale Erie e ai Grandi Laghi, esso permetteva di trasportare lungo la Hudson Valley beni di sorta, come ad esempio le automobili di Detroit che erano prodotte nella Hudson Valley. Il fenomeno dell'industrializzazione portò all'arrivo di nuove tecnologie, compresi i battelli a vapore che garantivano un trasporto più efficiente delle merci. Nel 1807, il North River Steamboat (in seguito noto come Clermont), divenne il primo battello a vapore destinato a godere di un certo successo commerciale,[18] e veniva usato per trasportare i passeggeri da New York City e Albany e viceversa lungo il fiume Hudson.
Già durante gli anni dieci dell'Ottocento, il turismo era un'importante fonte di reddito nella Hudson Valley. A ciò contribuirono i pratici trasporti, le numerose guide turistiche in vendita, i lussuosi hotel del luogo, i romanzi di James Fenimore Cooper ambientati nei territori dell'Hudson, e le opere degli artisti della Hudson River School.

## Geologia e geografia fisica
La Hudson Valley si trova lungo il confine orientale dello Stato di New York. La valle è dominata a sud da arenarie e redbed rilasenti al Triassico, e molto più a nord da gneiss precambriano. Nelle Hudson Highlands, il fiume entra in un fiordo che venne modellato durante le precedenti ere glaciali. A ovest si trovano gli estesi altopiani degli Appalachi. Nella regione di Tappan Zee, il lato ovest del fiume è affiancato da alte scogliere prodotte da un diabase che resiste alle erosioni. Le scogliere hanno un'altezza che varia dai 120 ai 240 metri di altezza.
La Hudson Valley è una regione fisiografica della più ampia provincia di Ridge-and-Valley, che a sua volta fa parte dell'area degli Appalachi. Le parti settentrionali della Valle dell'Hudson rientrano nell'ecoregione dei Grandi Laghi orientali e delle pianure dell'Hudson.
Durante l'ultima era glaciale, la valle fu riempita da un grande ghiacciaio che si spingeva a sud fino a Long Island. Verso la fine dell'ultima era glaciale, i Grandi Laghi si prosciugarono. Essi facevano parte di un grande lago glaciale chiamato Iroquois. L'Ontario è ciò che rimane di quel lago antichisimo. Rimangono grandi depositi di sabbia da dove il lago Iroquois defluiva nell'Hudson; questi fanno ora parte delle Rome Sand Plains.

## Industria

### Agricoltura

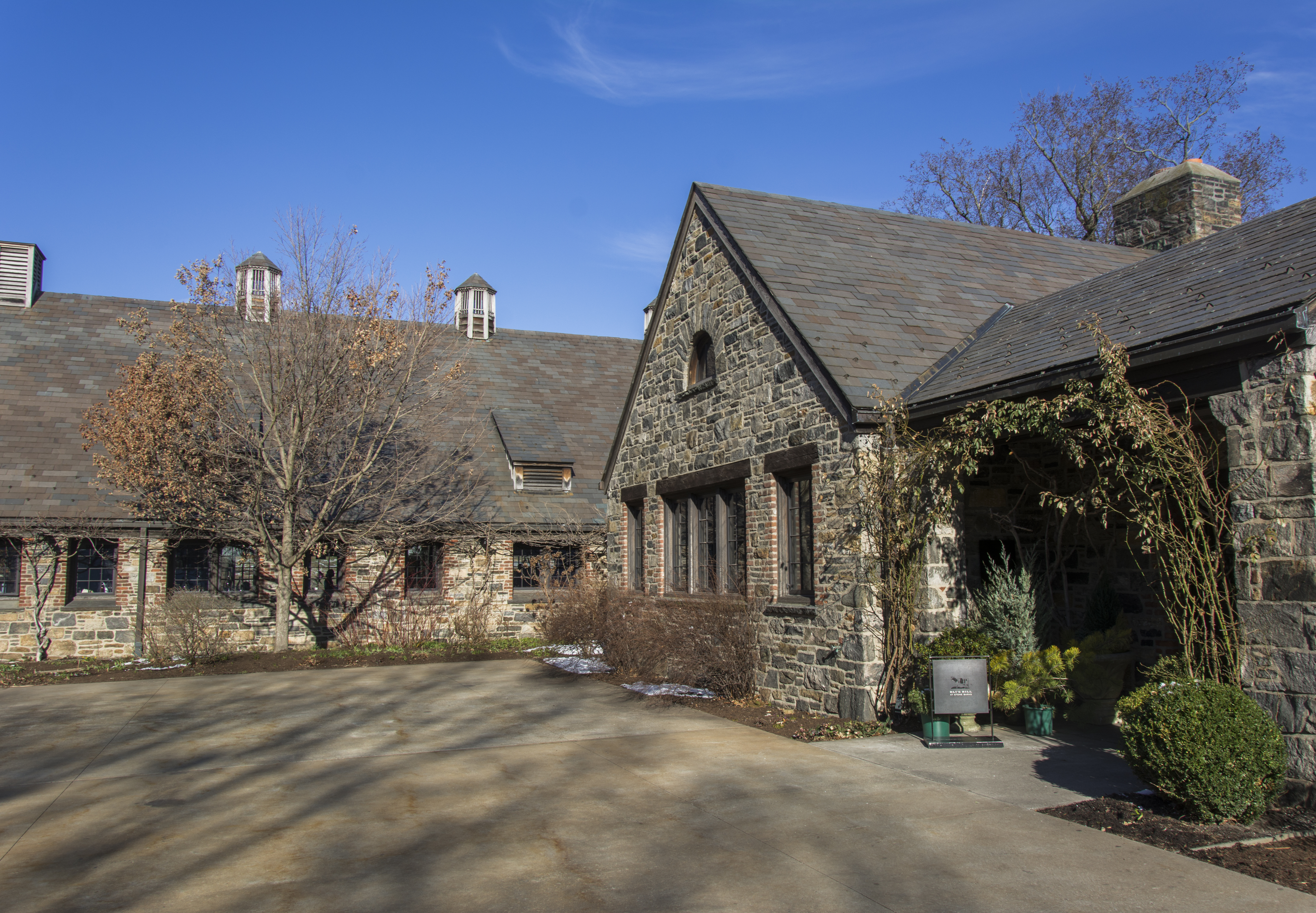
Stone Barns Center for Food & Agriculture di Pocantico Hills

Durante l'era coloniale, la Hudson Valley era una delle principali aree agricole di tutta l'America coloniale. Nel diciottesimo secolo, là vi veniva praticata la mezzadria, e si producevano cereali, luppolo, sciroppo d'acero, verdure, latticini, miele, lana, bestiame e tabacco. Al contrario, le circostanti aree della Nuova Inghilterra e dei monti Catskill erano più rocciose e montuose, il che non favoriva la coltivazione di prodotti della terra. Alla fine del diciannovesimo secolo, la maggior parte delle aziende agricole divennero attività a conduzione familiare che migliorarono la qualità dei terreni coltivati. Quando la produzione del grano si spostò a ovest, nella valle del fiume Genesee, le fattorie della Hudson Valley si specializzarono nella viticoltura, nella coltura delle bacche, e della frutta. L'agricoltura del territorio andò in declino nel corso del diciannovesimo secolo e, con maggior forza, durante il Novecento.
Durante gli anni 1970, periodo in cui avveniva la rivoluzione culinaria americana, nasceva il movimento Farm-to-table, che aveva sede nella Hudson Valley e voleva promuovere gli alimenti locali. Nello stesso periodo iniziò ad essere coltivata la fertile Black Dirt Region, che occupa le valli di Wallkill e Schoharie. Oggi la valle dell'Hudson è dominata dalle aziende lattiero-casearie, e sono altrettanto importanti la produzione di frutta, verdura, pollame, carne e sciroppo d'acero. La coltivazione dei frutteti è comune nelle contee di Orange, Ulster, Dutchess e Columbia.

### Vinificazione
La Hudson Valley presenta delle ideali condizioni climatiche e territoriali che favoriscono la produzione del vino, e viene ricordata per essere una delle più antiche regioni vinicole e viticole di tutti gli Stati Uniti. I primi vigneti della valle vennero piantati nel 1677 nell'area oggi occupata da New Paltz. Durante il ventunesimo secolo, la regione vide una rinascita del mercato vinicolo e oggi sono ancora numerose le aziende della zona che producono vino. Nella Hudson Valley si tengono diverse festività legate al vino come, ad esempio, l'Hudson Valley Wine & Food Fest di Rhinebeck.

### Tech Valley

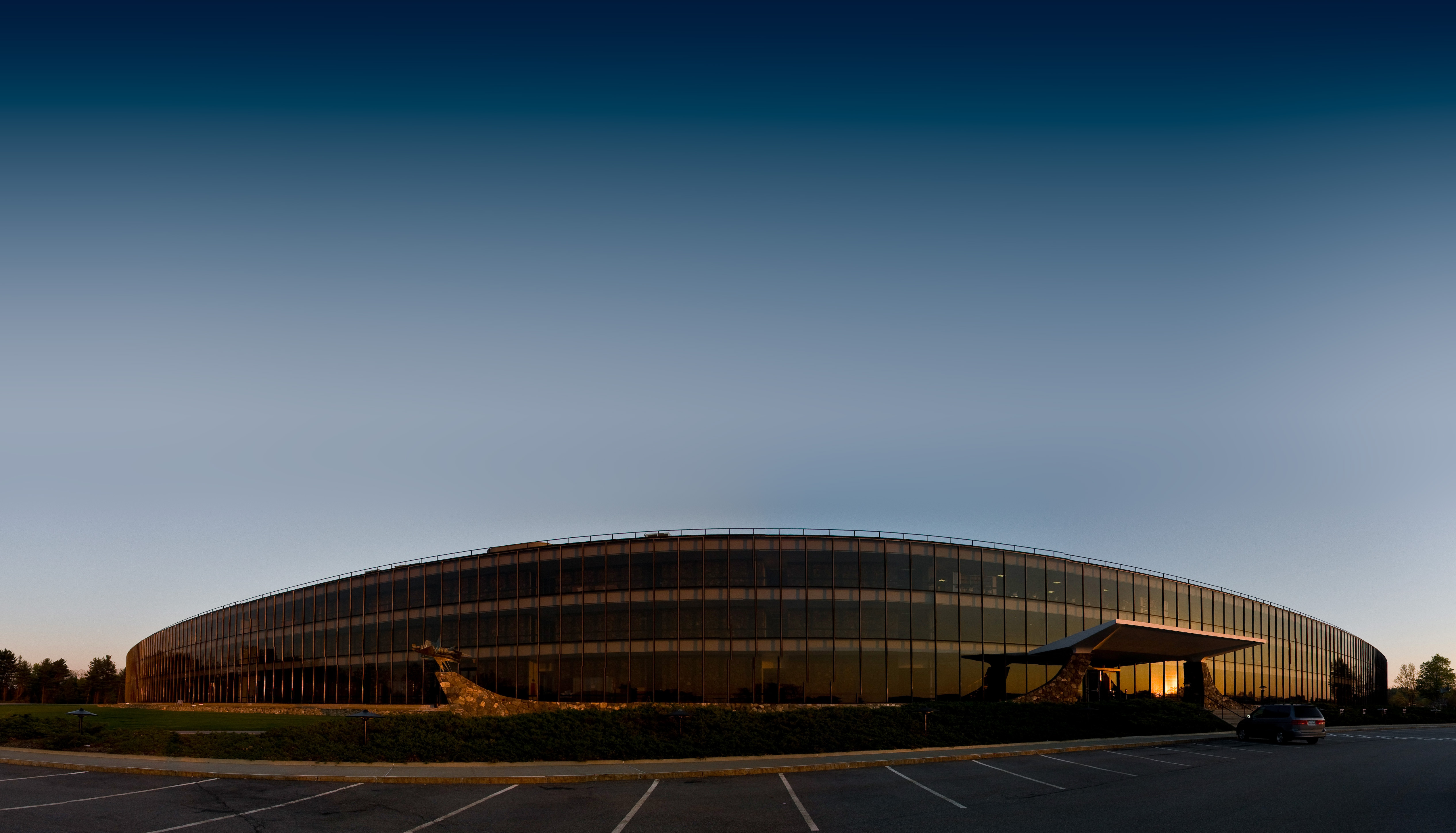
Il centro di ricerca IBM

La Tech Valley è l'area commerciale e industriale che si trova a est dello stato di New York oggi divenuta un centro specializzato nella produzione delle tecnologie informatiche e digitali.[31] Tale zona comprende 19 contee a cavallo dei due lati della Adirondack Northway e della New York State Thruway, e comprende la Hudson Valley e Capital District. La Tech Valley nacque nel 1998 per rendere l'area metropolitana di Albany un punto di riferimento per l'alta tecnologia sulla falsariga della Silicon Valley e Boston. Col passare degli anni, la Tech Valley venne a identificarsi con la IBM della contea di Westchester a sud dello stato di New York, e gli stabilimenti tecnologici al confine confine tra il Canada e gli Stati Uniti d'America a nord.

## Regioni

Mappa che illustra la posizione della Hudson Valley all'interno dello stato di New York. In essa sono indicate in giallo le contee delle Upper Hudson, in verde quelle della Mid-Hudson, e in blu quelle della Lower Hudson.

La Hudson Valley è divisa in tre regioni: Upper, Middle e Lower. Quello che segue è un elenco delle contee all'interno della Hudson Valley suddivise per regione. La Lower Hudson Valley è generalmente considerata parte della zona di Downstate New York per i suoi legami geografici e culturali che ha con la vicina New York.
Lower Hudson
- Putnam
- Rockland
- Westchester

Mid-Hudson
- Dutchess
- Orange
- Ulster

Upper Hudson/Capital District
- Albany
- Columbia
- Greene
- Rensselaer

## Infrastrutture

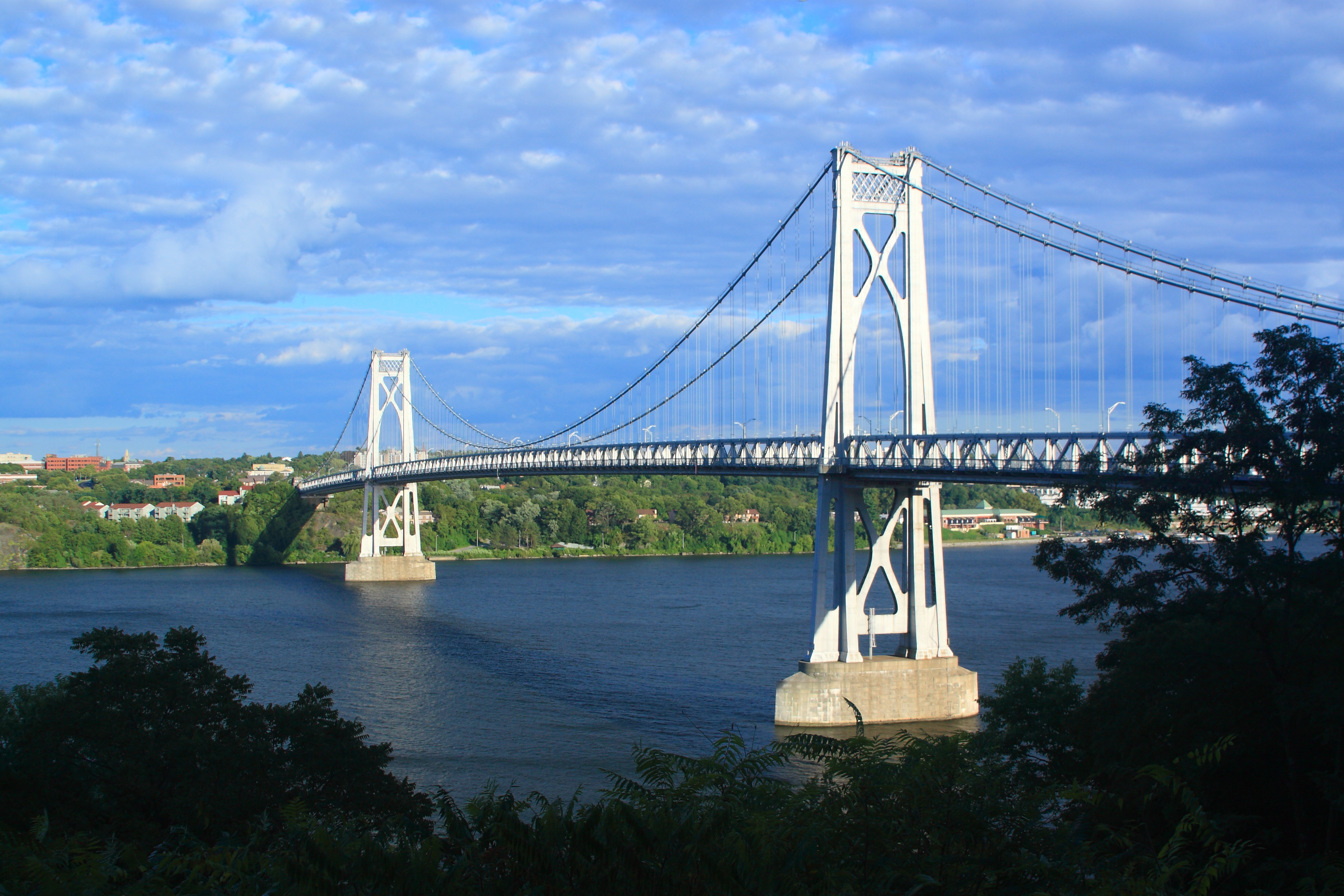
Il Mid-Hudson Bridge

Le principali autostrade della Hudson Valley includono l'Interstate 87 (che fa parte della New York State Thruway), una piccola sezione dell'Interstate 95 nella contea sudorientale di Westchester, l'Interstate 287 che percorre le contee di Westchester e Rockland, l'Interstate 84 che attraversa le contee di Putnam, Dutchess e Orange, e l'Interstate 684, che si dilunga sulle contee di Westchester e Putnam. I parkway della regione comprendono quelli di Bronx River, Cross County, Hutchinson River, Sprain Brook, Saw Mill River, che serve esclusivamente la contea di Westchester, Taconic State, che percorre le contee di Westchester, Putnam, Dutchess e Columbia, e la Palisades Interstate, che si trova a Rockland e occupa una parte molto piccola della contea sudoccidentale di Orange. La New York State Route 17 è un'autostrada che percorre gran parte della contea di Orange, e in futuro diventerà parte dell'Interstate 86.
All'interno della valle, il fiume Hudson è attraversato, partendo da sud, dai ponti di Tappan Zee, che collega South Nyack a Tarrytown, Bear Mountain, che unisce Peekskill a Fort Montgomery, Newburgh-Beacon Bridge, che collega Newburgh a Beacon, Mid-Hudson, posto fra Poughkeepsie e Highland, Kingston–Rhinecliff, collocato fra Rhinecliff e Kingston, e Rip Van Winkle, che lega Hudson a Catskill. Il Walkway Over the Hudson, che si trova a fianco del Mid-Hudson Bridge, era un ponte ferroviario oggi adibito ad area pedonale.
La NY Waterway è proprietaria dei navigli che partono da Haverstraw per giungere a Ossining, così come di quelli che conducono i passeggeri da Newburgh a Beacon e viceversa. Il transito di autobus interurbani e pendolari è fornito dalla Rockland Coaches all'interno della contea di Rockland, dalla Short Line nelle contee di Orange e Rockland, e dalla Leprechaun Lines all'interno delle contee di Orange e Dutchess. Ci sono anche diversi provider di pullman locali, tra cui Bee-Line Bus System, che opera nella contea di Westchester, e la Transport of Rockland della contea di Rockland.
La Hudson Valley è servita da due aeroporti dotati di un servizio di linea aerea commerciale: il Westchester County Airport, che si trova vicino a White Plains, e lo Stewart International Airport, situato nelle vicinanze di Newburgh.

### Servizio ferroviario

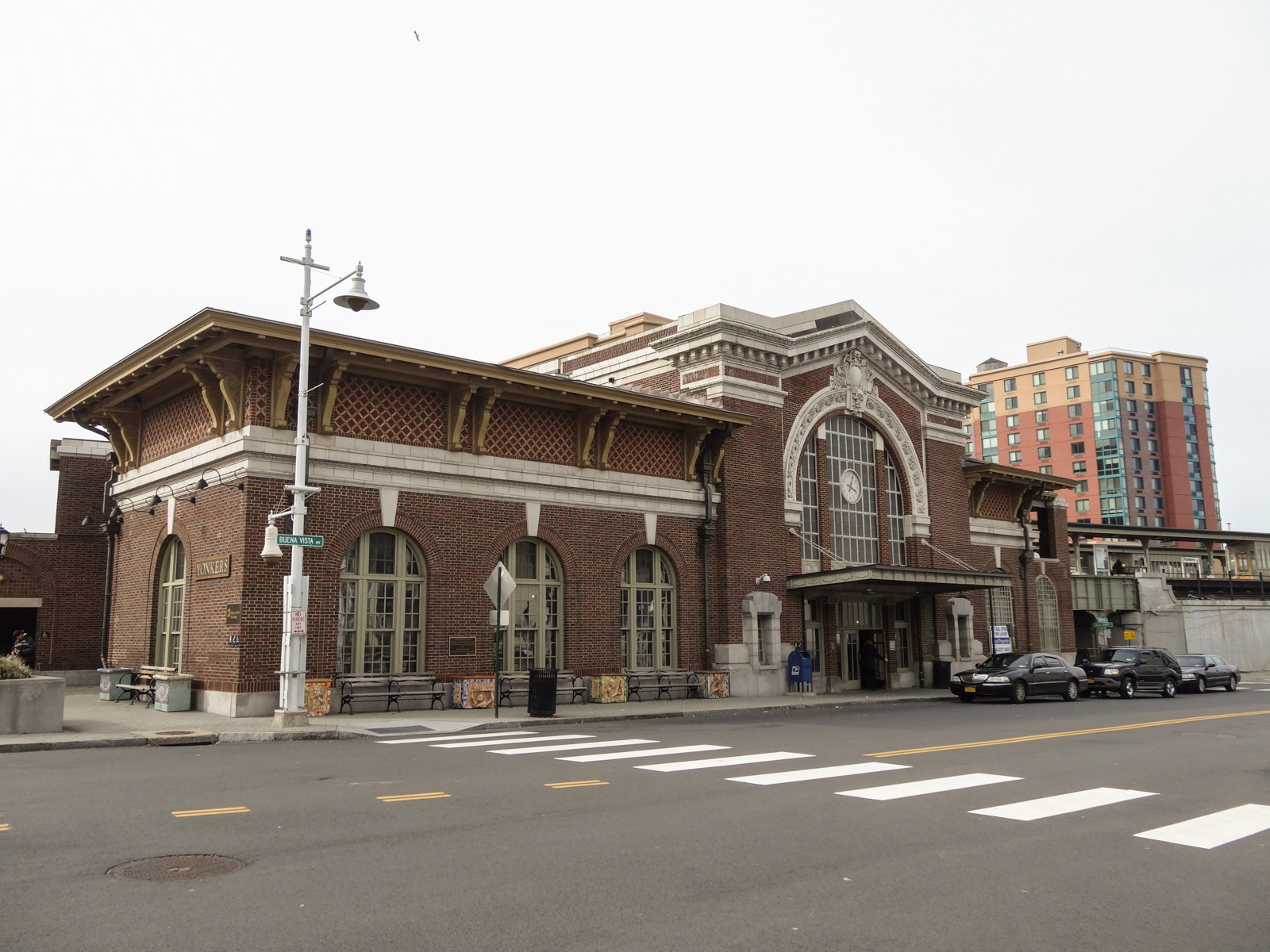
La stazione di Yonkers

Il servizio ferroviario suburbano della Hudson Valley è gestito dalla Metro-North Railroad, che appartiene alla Metropolitan Transportation Authority. Metro-North dirige tre linee ferroviarie che partono dall'area a est del fiume Hudson e giungono fino al Grand Central Terminal di Manhattan. Da est vi sono la New Haven Line (che attraversa il sud-est della contea di Westchester), la Harlem Line (che percorre la zona centrale e ad est della contea di Westchester, e le contee di Putnam e Dutchess) e la Hudson Line (che percorre le contee occidentali di Westchester, Putnam e Dutchess). A ovest dell'Hudson, la New Jersey Transit gestisce due linee di servizio ferroviario sotto contratto con la Metro-North Railroad che giungono all'Hoboken Terminal: la Pascack Valley Line (che percorre la contea centrale di Rockland) e la Port Jervis Line (che attraversa la contea occidentale di Rockland e la contea di Orange).
Il sistema di trasporto della Amtrak giunge nelle stazioni di Yonkers, Croton-Harmon, Poughkeepsie, Rhinecliff-Kingston e Hudson lungo le sponde orientali del fiume Hudson, così come in quella di New Rochelle nel sud-est della contea di Westchester.

## Gli sport
Gli Hudson Valley Renegades sono una squadra di baseball della MiLB affiliata ai New York Yankees. La squadra è un membro della Mid-Atlantic League e gioca al Dutchess Stadium di Fishkill. I New York Boulders della Can-Am League indipendente giocano nella contea di Rockland.
La Kingston Stockade FC è una squadra di calcio che rappresenta la Hudson Valley nella National Premier Soccer League, una lega nazionale semi-professionale di quarto livello del campionato statunitense di calcio. Competono nella North Atlantic conference della regione nord-orientale dell'NPSL ed esordirono durante il mese di maggio del 2016.